# Mecaphesa naevigera
Mecaphesa naevigera är en spindelart som först beskrevs av Simon 1900.  Mecaphesa naevigera ingår i släktet Mecaphesa och familjen krabbspindlar. Inga underarter finns listade i Catalogue of Life.